# 陳中 (永樂進士)
陳中，福建福州府罗源县人，明朝政治人物、進士出身。

## 生平
永乐元年，福建癸未乡试中舉。永樂二年（1404年），登甲申科進士。